# Wetlook

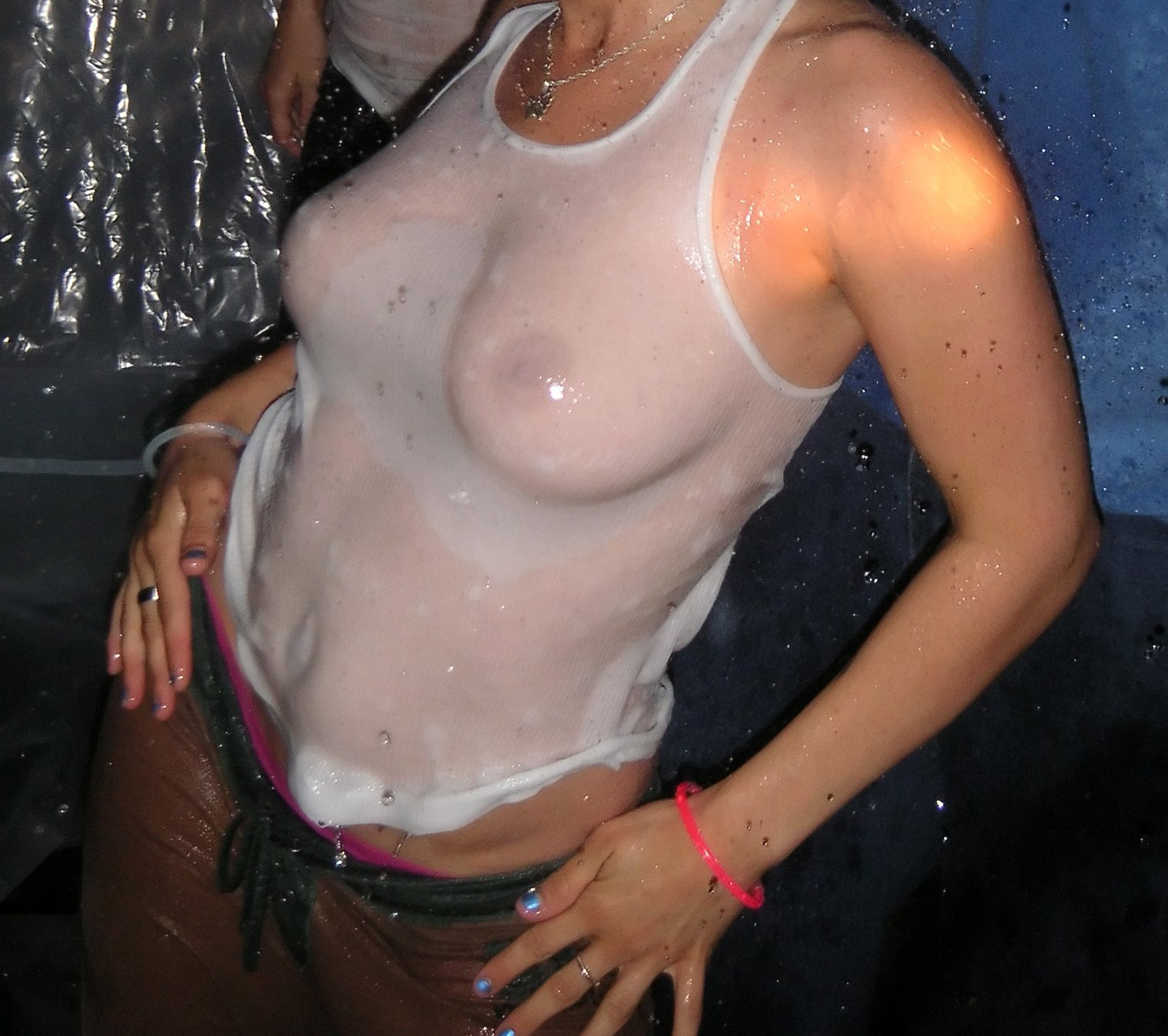
Wetlook tijdens een wet T-shirt contest

Wetlook is een Engelse term die betrekking heeft op activiteiten waarbij mensen nat worden terwijl ze kleding dragen en daaraan plezier beleven. Volgens velen is het een seksueel fetisjisme, maar anderen genieten ervan om redenen die totaal niets met seksualiteit te maken hebben. Het kan gaan om bijvoorbeeld gekleed zwemmen of douchen.
De plezierbeleving kan verschillende oorzaken hebben. Ten eerste veranderen natte kledingstukken van vorm en kleur, kleven ze aan het lichaam en worden ze glanzend en doorzichtig, waardoor ze tot op zekere hoogte de vorm van het lichaam onthullen maar het nog steeds bedekken. Sommige mensen vinden dat erotisch en uitdagend. Ten tweede is gekleed zwemmen in zekere zin niet-conformerend. Hierdoor krijgen mensen een aangenaam gevoel van vrijheid.
Sommige mensen dompelen zich graag onder in andere vloeistoffen, zoals modder, olie of verf, vaak ook met kleren aan. Deze activiteiten worden wet and messy (WAM) genoemd.